# Mythologie der Inka
Die Mythologie der Inka schließt eine Reihe von Geschichten und Legenden ein, die mythologisch sind und den Glauben der Inkas erklären und symbolisieren.
Die christlichen Priester, die die spanische Conquista Perús begleiteten, verbrannten die Quipús und ließen Zeugnisse der inkaischen Kultur zerstören. Garry Urton (Professor für frühkolumbianische Geschichte an der Harvard-Universität) vertritt die Ansicht, dass Quipús ein binäres System darstellt, das phonologische oder logographische Daten wiederzugeben im Stande ist. Alle überlieferten Informationen beruhen auf Aufzeichnungen der Priester, auf ikonographischem inkaischen Geschirr und Architektur sowie den Mythen und Legenden, die unter den Indígenas überlebten.

## Inka Gründungslegenden
Manqu Qhapaq war der legendäre Gründer der Inkadynastie, die von Cuzco aus ein Reich aufbaute, das in seinen Glanzzeiten über Perú hinausreichte. Die Legenden und Geschichten, die diese mythische Figur umgeben, gehen ziemlich durcheinander, insbesondere was seine Geburt, seinen Aufstieg und seine Herrschaft in Cuzco anbelangt. In einer Legende wird er als Sohn von Qun Tiksi Wiraqucha dargestellt, in einer anderen wurde er vom Sonnengott Inti von den Tiefen des Titicacasees emporgehoben. Gewöhnlichen Indígenas war nicht erlaubt, den Namen Wiraqucha auszusprechen, was eine mögliche Erklärung für die Notwendigkeit zweier Gründungslegenden gibt.
Es existieren verschiedene Mythen über die Herkunft Manco Cápacs und seines Wegs zur Macht. In einem Mythos sind Manqu Qhapaq und sein Bruder Pachakamaq Söhne des Sonnengottes Inti. Manqu Qhapaq selbst wurde als Gott des Feuers und der Sonne verehrt. Entsprechend dieser Inti-Legende wurden Manqu Qhapaq und seine Geschwister zur Erde entsandt, wo sie der Höhle von Paqaritampu entstiegen und einen goldenen Stab trugen, den sie "Tupaq yawri" nannten. Sie hatten den Auftrag, einen Sonnentempel an dem Ort zu errichten, an dem der Stab in die Erde sank, um ihren Sonnengott Inti zu ehren. Ihren Weg nach Cuzco unternahmen sie durch unterirdische Höhlen. Während dieser Reise wurde einer von Manqus Brüdern und möglicherweise auch eine Schwester in Felsen verwandelt.
Der Wiraqucha-Legende zufolge war Manco Cápac Sohn von Qun Tiksi Wiraqucha. Er und seine Brüder Ayar Awqa, Ayar Kachi (kachi = quechua Salz) und Ayar Uchu (uchu = quechua Pfeffer) und seine Schwestern Mama Uqllu, Mama Waqu, Mama Sarawa (sara = quechua Mais) und Mama Qura (qura = quechua eine ursprünglich wilde Grassorte aus dem Osten) lebten in Paqaritampu, heute bekannt als Paritambo, 25 km südlich von Cuzco. Die verschiedenen Schilderungen weichen voneinander ab, aber der junge Manqu Qhapaq soll seine älteren Brüder eifersüchtig betrogen und getötet haben, um daraufhin der einzige Herrscher Cuzcos zu werden. Einer dieser Versionen zufolge verfügte Ayar Kachi über ungewöhnliche Gaben, die den Neid seiner Brüder weckte, weshalb die Brüder ihn mit einer List in die Höhle lockten und einen Fels davor rollten, um ihn einzusperren. Als Ayar Kachi seinen Schöpfergott Wiraqucha anrief, wurde er in einen Kondor verwandelt, der den Gipfel des Berges Wanakawri Huanacauri überflog, wo er in einen Fels verwandelt wurde. Die Geschwister lebten auf dem Gipfel des Wanakawri, wo sie Mais säten, bis sich Ayar Uchu den Wak'a, dem Kult der Sonne und des Schöpfergotts Wiraqucha widmete. Bei der Ankunft im Dorf Aqamama verwandelte sich auch der Rebell Ayar Awqa in einen weiteren Fels. Mama Waqu, die Schwester-Gattin von Ayar Cachi symbolisierte die starken, kämpferischen und freien Frauen, während Mama Uqllu, die Schwester-Gattin von Ayar Manqu die häuslich-unterwürfige Frau verkörperte. Sie alle vereinten ihr Volk und die zehn "Ayllus" (Ayllu = quechua Stamm, Clan, Volk, Hausgemeinschaft, Familie), die sie auf ihrer Reise zur Vereinigung des Cuzco-Tales (Valle Sagrado) trafen. Diese Legende beinhaltet ebenfalls den goldenen Stab Tupaq yawri, von dem angenommen wurde, dass er Manqu Qhapaq von seinem Vater gegeben wurde.
Einem indigenen Märchen zufolge, das zu Beginn ein wenig an Hänsel und Gretel erinnert, warten zwei kindliche Geschwister auf die Rückkehr ihrer Eltern. Als der Hunger sie schließlich auf der Suche nach ihren Eltern in den Wald treibt, werden sie müde, legen sich auf einer Lichtung zum Schlafen und werden in das Paar eines Qara-Qara verwandelt, eines etwa Sperber großen andinen, Aas fressenden Raubvogels, der von den Inka wegen der lebenslangen Treue des Qara-Qara-Paares und ihrer Intelligenz zum Symbol Manqu Qhapaqs und Mama Uqllus und aller ihnen nachfolgenden Inkas werden, denn sie können zwischen den Menschen und den Göttern als Mittler fliegen.

## Gottheiten
Wie die Römer erlaubten die Inka den von ihnen integrierten Kulturen, ihre jeweiligen Religionen weiter auszuüben. Im Folgenden werden einige der zahlreichen Gottheiten aufgezählt, die im Inka-Reich angebetet wurden. Viele von ihnen hatten überlappende Verantwortlichkeiten und Wirkungsbereiche. Soweit nicht anders beschrieben, darf als sicher angenommen werden, dass sie von verschiedenen Ayllus oder in bestimmten früheren "señorías" angebetet wurden:
- Amaru, eine riesige Schlange, war ein Symbol des Wissens und der Weisheit.
- Apu, eigentlich „Herr“, Berggottheit.
- Apu Qatiqil oder Apu Katikil (Apocatequil) war Gott des Donners und der Blitze.
- Ataguchu war ein Gott, der beim Gründungsmythos beteiligt war.
- Axomamma war die Göttin der Kartoffeln und eine der Töchter der Erdgöttin Pachamama.[3]
- Awqakuq war der Kriegsgott und mit dem Planeten Mars verbunden.
- Ch'aska Quyllur (Chasca Coyllur) war die Göttin der Dämmerung, des Zwielichts und der Blumen. Sie schützte die Jungfrauen und jungen Mädchen. Sie wurde mit langem Haar dargestellt und stand mit dem Planeten Venus in Verbindung.
- Hawcha (Haucha) war der Gott der Gerechtigkeit und Vergeltung, der Herr über die Zeit, der mit dem Planeten Saturn in Verbindung stand.
- Illapa, Apu Illapa, Illap’u oder Qhatuylla war ein ziemlich populärer Wettergott, der für Donner und Blitz zuständig war. Sein Feiertag war der 25. Juli. Es wurde angenommen, dass er im Sternbild des Großen Bären an der Milchstraße wohnt, in die er einen Krug hielt, um Regen zu machen. Er erschien als Mann in glänzender Kleidung, der eine Keule und Steine trug. Er war ursprünglich der Hauptgott des Königreichs Colla, nachdem der südliche Reichsteil Collasuyu des Tahuantinsuyu benannt war.
- Inti bzw. Tayta Inti (Vater Sonne) war der Sonnengott, Quelle des Lichts und der Wärme und Beschützer der Menschen. Inti galt als die bedeutendste Gottheit. Die Inka-Herrscher wurden als die direkten Nachkommen des Sonnengottes angesehen und benannte sich auch nach ihm "Sapa Inka".
- Iqiqu war ein Gott der Feuerstelle und des Reichtums. Die Vorfahren schufen Idole, die ihn repräsentierten und legten eine Miniatur ihres Wunsches auf dieses Idol; es wurde geglaubt, dass dies dem Gläubigen die Erfüllung seines Wunsches bringen würde.
- K'uychi war der Regenbogen.
- Mama Allpa bzw. Allpamama war eine Fruchtbarkeitsgöttin, die eine Vielzahl von Brüsten besaß.
- Mama Killa (Mutter Mond) war eine Mondgöttin, die über Hochzeiten und Feste wachte. Sie war sowohl Tochter Wiraquchas und Mama Cocha, wie Ehefrau und Schwester von Inti. Sie fungierte als Mutter von Manco Cápac, Pachacámac, Kon und Mama Ocllo.
- Mama Kuka (Mama Coca) bzw. Kukamama war die Göttin der Gesundheit und der Freude. Sie war ursprünglich eine promiske Frau, die von ihren vielen Liebhabern halbiert worden war. Aus ihrem Körper wuchs die erste Cocapflanze, deren Blätter ein Mann nur kauen durfte, nachdem er einer Frau zum Orgasmus verholfen hatte. Dann sollten sie ihm Gesundheit und Freude bringen.
- Mama Ocllo
- Mama Pacha bzw. Pachamama war Ehefrau von Pachakamaq und eine drachenartige Fruchtbarkeitsgöttin, die über die Saat und die Ernte wachte. Sie verursachte Erdbeben.
- Mama Qucha bzw. Quchamama war die Göttin des Meeres und der Fische, Beschützerin der Seefahrer und Fischer. Einer Legende zufolge zeugte sie mit Wiraqucha Inti und Mama Killa.
- Mama Sara bzw. Saramama (Getreidemutter, auch Mama Zara) war Göttin des Getreides. Sie war mit den zahlreichen Maissorten (sara) verbunden. Diese fremden Pflanzen wurde gelegentlich als Töchter von Mama Sara angesehen. Sie stand außerdem in Verbindung mit Weidenbäumen.
- Pachakamaq (Erdmacher, span. Pachacámac) war ein chthonischer Schöpfergott, der ursprünglich von den Ichma angebetet wurde, bis er später in den Schöpfungsmythos der Inka einbezogen wurde.
- Parisya (Paricia) war ein Gott, der Sintfluten entsandte, um die Menschen, die ihn nicht adäquat Respekt zollten, zu strafen und zu töten. Möglicherweise ist dies ein weiterer Name für Pachakamaq.
- Paryaqaqa (Pariacaca) war die Berggottheit des Pariacaca, von der im Huarochirí-Manuskript als Gegenspieler des Wallallu Qarwinchu der Wanka berichtet wird. Er war der Uhrahn der Menschen von Huarochirí und bestrafte die schlechten Menschen mit einem Sturmregen. Als Falke geboren, wurde er später menschlich.
- Pirwa (Peruya) war der Gott des Überflusses und mit dem Planeten Jupiter verbunden.
- Qawillaqa (Cavillaca) war laut Huarochirí-Manuskript eine jungfräuliche Wak'a, die eine Frucht aß, die tatsächlich das Sperma des Quniraya war. Bei der Entbindung eines Sohnes forderte sie den Vater auf, vorzutreten. Als niemand vortrat, warf sie ihren Säugling auf den Boden, und dieser krabbelte zu Quniraya. Sie war wegen Qunirayas geringen Standes beschämt und rannte an die Küste, wo sie sich und ihren Sohn in Felsen verwandelte.
- Qun (Kon) war Gott des Regens und des Südwindes. Er war Sohn von Tayta Inti und Mama Killa.
- Quniraya (Coniraya) bzw. Quniraya Wiraqucha war gemäß Huarochirí-Manuskript eine Gottheit (Wak'a), dessen Sperma sich in eine Frucht verwandelt hatten, von der Qawillaqa aß. Bei der Entbindung eines Sohnes forderte sie den Vater auf, vorzutreten. Als niemand vortrat, warf sie ihr Baby auf den Boden und es krabbelte zu Quniraya. Sie war wegen Qunirayas geringen Standes beschämt und rannte an die Küste, wo sie sich und ihren Sohn in Felsen verwandelte.
- Qupaqati (Copacati) war eine Gottheit der Seen.
- Quwatahulya (Cuatahulya) war der Götterbote.
- Supay war sowohl Gott des Todes als auch Herrscher des Uku Pacha und einer Rasse von Dämonen.
- Urkawari (Urcaguary) war Gott des Metalls, der Juwelen und anderer wertvoller Rohstoffe.
- Wiraqucha (Huiracocha, Viracocha) war ein Schöpfergott in der vorinkaischen Mythologie, der als entfernter Gott im Hanan Pacha residierte.

## Wichtige Fakten
- Mama Uqllu war Schwester und Ehefrau von Manqu Qhapaq. Sie soll die Inka die Kunst des Webens gelehrt haben.
- Mamakuna waren Nonnen nicht unähnlich und lebten in Tempelheiligtümern. Sie hatten ihr Leben Inti geweiht, lebten in Keuschheit und dienten dem Inka und den Priestern. Junge Mädchen des Adels und außergewöhnlicher Schönheit wurden vier Jahre als Aklla („Ausgewählte“) erzogen, worauf eine weitere Wahl darüber entschied, ob sie mamaconas wurden oder mit einem Adeligen verheiratet wurden. Sie wurden mit römischen Vestalinnen verglichen.
- Wak'a ist ein Heiliger Ort bzw. ein Heiliges Objekt, wie beispielsweise ein schneebedeckter Berggipfel oder eine Mumie. In Quechua kann der Terminus Wak'a alles bedeuten, das aus dem gewöhnlichen, auch durch seine Ausdehnung herausragt, alles, das sich zum Kultobjekt in einem animistischen Kult eignet. Die Wak'as sind reale heilige oder göttliche Orte in der Geographie (wie ein Gebirge, eine Höhle, ein Fluss oder selbst ein Baum), die mit einer einzelnen Gottheit verbunden sind, genauer Orte, an denen der Geist der Persönlichkeiten, wie in allen animistischen Ethnoreligionen zu spüren ist. Dahinter verbirgt sich die Vorstellung magischer Energiespeicher.
- In einer Legende sandte Wiraqucha Unu pachakuti, die andine Sintflut, um die von ihm geschaffenen Riesen, die Tiwanaku errichtet hatten, zu vernichten.

## Ebenen
Pacha (auf Quechua und Aymara) ist ursprünglich der Punkt, der Zeit und Raum verbindet und meint damit die Gesamtheit des Seins, die Totalität. Pacha kann in drei Seinsebenen aufgeschlüsselt werden:
- Hanan Pacha, Hanaq Pacha, Hawa Pacha (Quechua: „obere Welt“) bzw. Alax Pacha (Aymara: „obere Welt“) war die himmlische, transzendente Oberwelt. Nur rechtschaffene Menschen konnten sie (ähnlich dem Himmel) über eine Brücke aus Haar erreichen.
- Kay Pacha (Quechua: „diese Welt“) bzw. Aka Pacha (Aymara: „diese Welt“) ist die Welt der Lebenden, die zwischen Uku Pacha und Hanan Pacha eingeschlossen ist.
- Ukhu Pacha, Uku Pacha (Quechua: „innere“, auch „untere Welt“), Uka Pacha (Aymara: „jene Welt“) bzw. Manqha Pacha (Aymara: „innere Welt“) war die andine Unterwelt (der christlichen Hölle oder dem griechischen Hades entsprechend), die im Zentrum der Erde beheimatet war.

## Von den Inka verwendete Symbole
- Das Andenkreuz (auch Chakana genannt) ist ein Stufenmotiv, welches bereits von präinkaischen Kulturen verwendet wurde.